# Марк Юний Силан (консул-суффект 15 года)
Марк Юний Силан (лат. Marcus Iunius Silanus) — политический деятель эпохи ранней Римской империи.

## Происхождение
Марк Юний Силан происходил из уважаемого плебейского сенаторского рода Юниев Силанов. Его отца звали Гай Юний Силан, а его матерью была Аппия Клавдия, возможно, дочь консула 38 года до н. э. Аппия Клавдия Пульхра. Его сестрой, по всей видимости, была весталка Юния Торквата, а братьями — Децим Юний Силан и консул 10 года Гай Юний Силан.

## Биография
В 15 году Силан занимал должность консула-суффекта. В 20 году он ходатайствовал перед императором Тиберием о возвращении из изгнания своего брата Децима, который был осуждён по обвинению в прелюбодеянии с Юлией Младшей, внучкой императора Августа. Ходатайство Марка было удовлетворено принцепсом.
Силан считался выдающимся оратором и имел особое право первым высказывать своё мнение по обсуждаемым законопроектам в сенате, что было честью и могло определить ход дальнейшего голосования. В 22 году он внёс предложение выставлять на общественных и частных строениях, в случае указания на них памятной даты, имена не консулов, а тех, кто облечён трибунской властью, что стало очередной почестью для Тиберия и его сына Друза.
Когда в 27 году в Риме сгорели все строения на холме Целий, то только статуя Тиберия в доме сенатора Юния осталась невредимой. Предположительно, здесь подразумевается друг Тиберия Марк Юний Силан. В 31 году в Ахайе объявился самозванец, который некоторое время выдавал себя за Друза, сына Германика, но потом заявил, что является сыном Марка Юния Силана. В 32 году Силан поддержал меры, направленные против Ливиллы, изобличённой в участии в заговоре Сеяна.
Вероятно, Силан был женат на Эмилии Лепиде, дочери Павла Эмилия Лепида. В браке у них было две дочери: Юния Силана и Юния Клавдилла. В 33 году Юния Клавдилла вышла замуж за будущего императора Калигулу. По всей видимости, около 36 года Юния Клавдилла скончалась. В 37 году Калигула вступил на престол. Поначалу Силан пытался оказывать на него влияние, но Калигула не потерпел этого, поскольку опасался знатности и авторитета бывшего тестя, и начал унижать его. Спустя некоторое время Силан был обвинён принцепсом в стремлении захватить власть и, по одним источникам, был казнён, а по другим — покончил жизнь самоубийством.
В 55 году его старшая дочь Юния Силана обвинила Агриппину Младшую, родную сестру императора Каллигулы и мать юногоимператора Нерона,  в заговоре с целью свержения Нерона, чтобы посадить на трон Рубеллия Плавта.
Известно также, что Силан входил в состав жреческой коллеги арвальских братьев.